# カワクモヒトデ目
カワクモヒトデ目（Phrynophiurida）は、クモヒトデ綱（蛇尾綱）のかつての下位分類群の1つであり、テヅルモヅルなどが属する。2023年時点の分類体系では多系統群として認められていない。

## 特徴
クモヒトデ類の細い5本腕は細かい節 (腕節) に分かれ、節の腹側と背側には背腕板 (dorsal arm plate) 、腹腕板 (ventral arm plate)と呼ばれる板がある。 カワクモヒトデ目はこの背腕板が未発達であり、腹腕板は存在しないことが多い。腕が枝分かれする種も存在する。多孔板 (madreporite) は口のところに存在する。消化腺は中央盤 (central disc) に集中する。外皮は革のようであり、石灰質の顆粒や小板をもつ。多くの種は深海に生息し、クロサンゴの枝などにその足をぐるぐると巻きつけている。

## 分類
カワクモヒトデ目は次のような亜目と科に分類される
- テヅルモヅル亜目 Euryalina
  - Asteronychidae - 中央盤が大きく腕が細い。
  - タコクモヒトデ科 Asteroschematidae - 中央盤が小さく腕が太い。
  - テヅルモヅル科 Gorgonocephalidae
  - ユウレイモヅル科 Euryalidae
- カワクモヒトデ亜目 Ophiomyxina 
  - Ophiomyxidae
  - ?Ophiocanopidae

Ophiocanopidae科をこの群に含めるという考えは近年の研究により支持されているが、まだ広く受け入れられるには至っていない。